# Khadjibeï
La forteresse de Khadjibeï (en ukrainien Коцюбіїв, en turc Hacıbey, en tatare Хаҗибәй) est située dans la ville ukrainienne d'Odessa.

## Historique

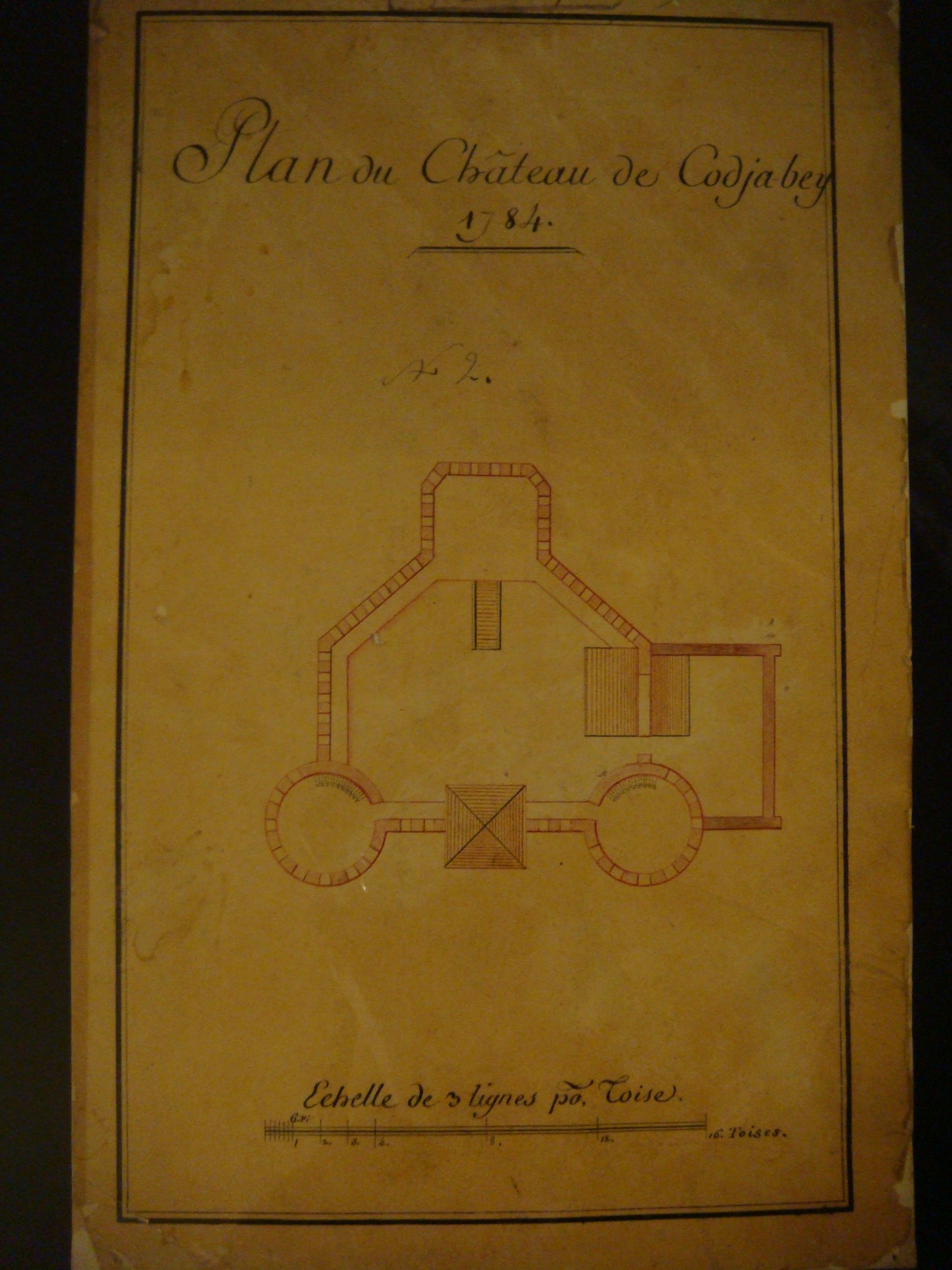
Sur plan en 1784.

Les Ottomans élèvent une forteresse à Khadjibey (Odessa) et renforcent celle d'Özi (Otchakov). Celle-ci résiste en 1541 et 1542 aux expéditions des starostes Bernard Pretwicz et Fiodor Sangousko. La multiplication de telles expéditions provoque successivement la protestation officielle du sultan ottoman Soliman auprès du roi de Pologne Sigismond, la rébellion contre celui-ci du staroste Dmytro Vychnevetsky en 1552, la fondation par ce dernier du sitch des Zaporogues et du fort de Khortytsia sur le Dniepr en 1554, la destruction du même fort par les Nogaïs en 1557.
En 1599, les Ottomans détachent le Yédisan du Khanat de Crimée et en font, à l'instar de la Dobrogée et du Boudjak, un sandjak du pachalik de Silistra (dit d'Özi ou d'Özü). Sur le plan religieux, ils le dévoluent sous le nom de diocèse de Proïlavie au métropolite de Brăila en Valachie. Les populations moldo-valaques de ce diocèse, en essaimant au-delà du Dniestr dans le Yedisan, donnent le prétexte nécessaire aux Ottomans pour refouler les chrétiens insoumis en Podolie, appartement à la République polono-lituanienne. Les opérations se déroulent en deux temps, en octobre 1620 à la suite de la bataille de Ceçora puis, moins d'un an plus tard, en septembre 1621 à la suite de la Bataille de Khotin.

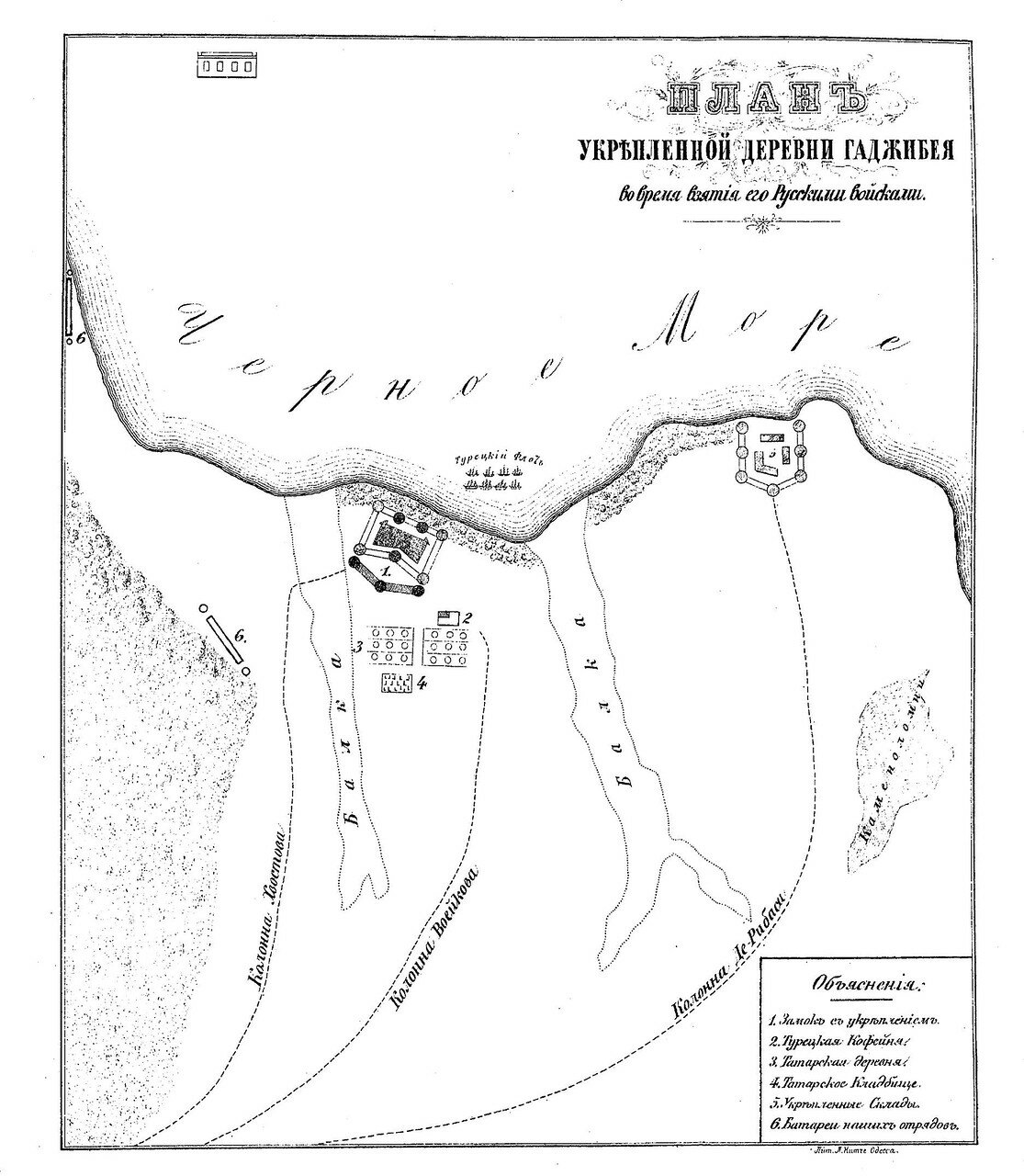
En 1789.

Khadjibey et d'Özi servent de bases de repli aux Nogaïs après leurs expéditions de pillage en Pologne, Russie ou Moldavie qui leur permettent de s'acquitter du tribut dû au Caliphe. Face aux Nogaïs, les Polonais et les Russes, ceux-ci après qu'ils ont signé les traités de Pereïaslav et d'Androussovo en 1654 et 1667, arment les Cosaques zaporogues et leur cèdent les terres conquises au nord du Yédisan et de la Crimée pour y établir leurs sitchs.
L'armée ottomane, cent mille hommes dont les timariotes Nogaïs appuyés par les douze mille cosaques de l'hetman Petro Dorochenko, assiègent Kamenets (en), saccagent Lvov et conquièrent la Podolie par une campagne de quatre ans, la guerre de 1672. La paix de Boutchatch en fait un gouvernement, le pachalik de Podolie. Les Ottomans imposent leur protectorat à l'Ukraine de la rive droite de Dorochenko et repoussent leur frontière sur la rive occidentale du Dniepr au sud de Kiev en prolongeant le conflit par une seconde guerre, qui se conclut en 1681 par le traité de Bakhtchissaraï. Différentes clauses confient aux seuls Zaporogues la militarisation de leur territoire frontalier mais délèguent aux Nogaïs la régie de leurs activités économiques, pâturage, pêcheries, saunerie, salaison, commerce portuaire.

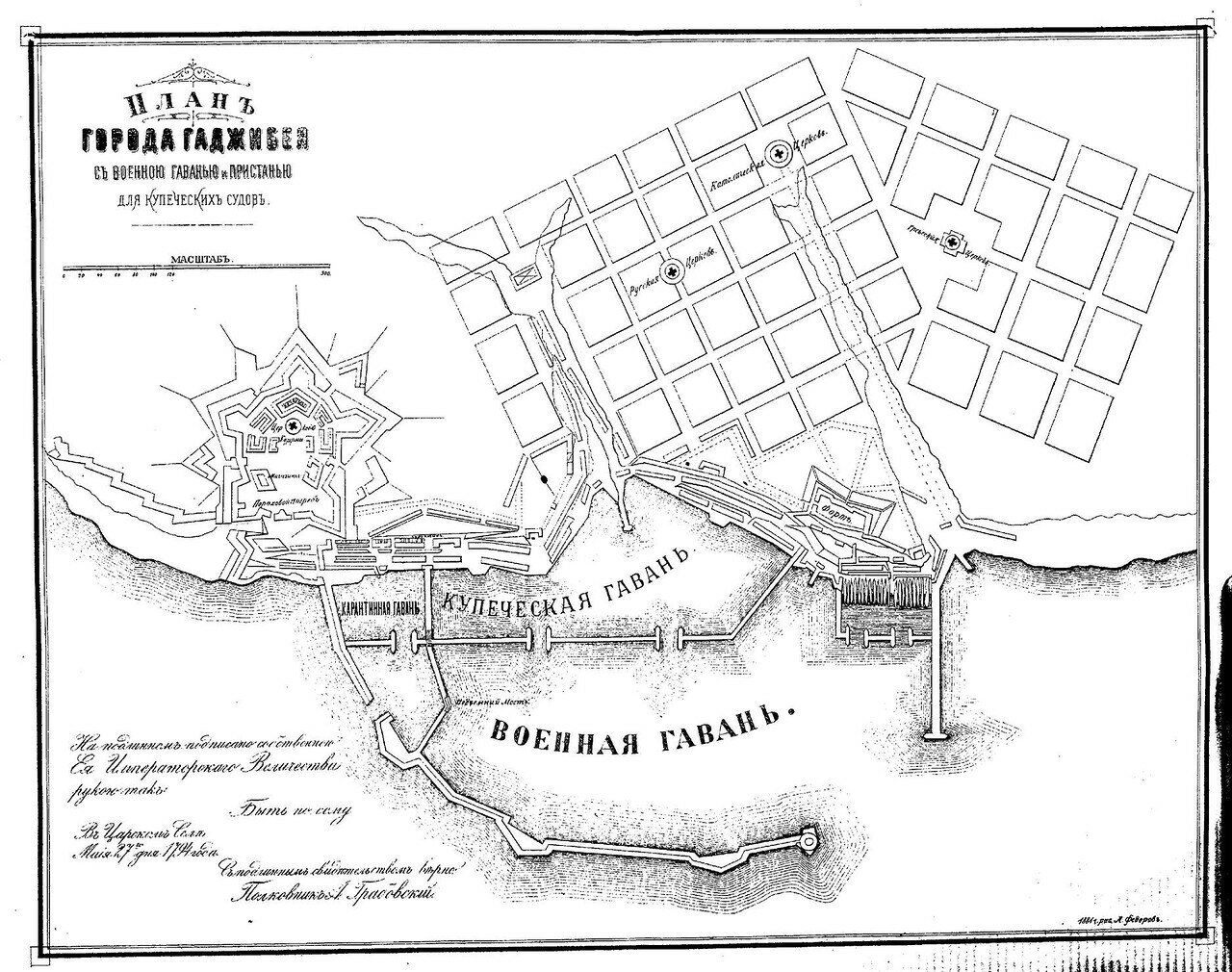
En 1794, forteresse à gauche et la ville d'Odessa en plan.

Les invasions de 1695 et 1696 conduites pour le tsar de Russie Pierre le Grand par les cent mille hommes de Boris Cheremetiev aux frontières nord et nord est du Khanat de Crimée rendent difficiles le maintien, au nord ouest du Yédisan, dans un Empire ottoman défait quinze ans plus tôt devant Vienne par la Sainte Ligue, de la Podolie. Le 29 janvier 1699, le traité de Carlovitz restitue celle-ci à la Pologne et fait du Yédisan de nouveau la frontière turque.
En 1792, dans le cadre de la guerre russo-turque, une flottille russe menée par l'amiral napolitain José de Ribas prend la forteresse. Ribas obtient de Catherine II de Russie l'autorisation d'établir une colonie sur le site et d'y construire un port. La ville d'Odessa est ainsi créée par oukase du 27 mai 1794 et elle prendra rapidement son essor sous l'administration d'Armand-Emmanuel du Plessis de Richelieu à partir de 1803.

En 1864 sur la droite de la ville d'Odessa.